# Nayland
Nayland är en by i Nayland-with-Wissington, Babergh, Suffolk, England. Orten har 929 invånare (2015). Den har en kyrka. År 1884 blev den en del av den då nybildade Nayland-with-Wissington. Byn nämndes i Domedagsboken (Domesday Book) år 1086, och kallades då Eilanda. Parish hade 901 invånare år 1881.